# Гафтара
Гафтара (гафтора, хафтара́, от ивр. הפטרה‎ — «заключение, освобождение, прощание, конец, разрешение») — название отрывка из книг Пророков, завершающего публичное чтение недельной главы из Торы в Субботу, праздники и посты.

## Сведения
Слово гафтара указывает на то, что после прочтения отрывка присутствующие в синагоге свободны и могут идти по домам.
В праздники и субботы гафтара читается после чтения Торы в утренней службе; в посты и траурные дни — в полуденной службе; девятого ава и в Йом-кипур гафтара читается как в утренней, так и в полуденной службах.
Между содержанием гафтары и читаемой перед ней главою Торы обычно существует некоторая связь, но в большинстве случаев лишь один стих во всей гафтаре упоминает ο событии, которое составляет содержание читаемой главы из Торы. Зачастую между содержанием обеих глав замечается лишь общее сходство в рассказываемых событиях; сюда относятся большинство гафтарот на праздники, на 4 субботы перед Песахом и т. д.
Гафтара читается последним лицом, вызываемым к Торе (мафтир). Перед гафтарой мафтир читает два благословения, указывающие на великую миссию пророков, благоволение Бога к их речам и на избранность Торы, а после неё 4 славословия, содержание которых составляет:
1. указание на верность Господа Своему обещанию,
2. просьба ο восстановлении Сиона,
3. просьба ο пришествии Мессии и утверждении престола Давидова,
4. благодарность за дарование Торы, пророков и субботы или праздника (в постные дни последнее славословие опускается).

Талмуд, приписывая Моисею и Ездре введение обычая чтения Торы по известным дням, ничего не говорит ο том, кто установил этот обычай; это заставляет думать, что он возник значительно позже. Абударгам относил его к эпохе преследований Антиоха Эпифана (168—165 до н. э.), когда ввиду последовавшего запрещения читать Тору стали читать отрывки из Пророков.
По мнению других[кого?], это произошло оттого, что пο прекращении гонений во многих общинах уже не было свитков Торы и приходилось довольствоваться чтением из Пророков (можно также предположить, что гафтара была введена фарисеями в виде протеста против саддукеев. Последние, как приверженцы династии Хасмонеев, а потом династии Ирода, не хотели признать за книгами Пророков одинаковую святость с Торой, ибо в них постоянно говорится ο восстановлении дома Давидова. Есть сообщение, хотя малонадёжное, что саддукеи вовсе не признавали пророков. Исходя из этого предположения, легко объяснить содержание и характер благословений, которые читаются после гафтары. В молитве ο восстановлении престола Давидова прямо сказано, «пусть на его троне не сидит другой, и да не унаследуют другие славы его». Хотя за приведёнными мнениями и нельзя признать значения безусловной правильности, тем не менее вероятно, что ещё до новой эры установился обычай чтения гафтары.
Из Талмуда явствует (ср. также Лук. 4:17), что чтение гафтары по субботам было установившимся обычаем в I веке н. э., так что талмудисты этого века уже обсуждают вопрос об изъятии из публичного чтения некоторых отрывков из пророческих книг; отсюда видно, что чтение гафтары тогда практиковалось. Однако так как арамейский перевод Пророков, вызванный литургической потребностью, был сделан в 1-й половине I века н. э., следует полагать, что введение чтения гафтары в синагоге произошло не позже первой половины I века н. э. Только выбор отрывков был сделан постепенно, сначала для праздников и специальных суббот, затем для некоторых других дней (Тосефта, Меггила IV, 1—10) и, наконец, для остальных суббот.
В первоначальном выборе отрывков для гафтары весьма видную роль, по-видимому, играл спор между фарисеями и саддукеями. Фарисеи, имевшие столкновения с саддукеями, подбирали к прочитанным главам Торы такие отрывки из Пророков, в которых видели подтверждение своему пониманию законов ο праздниках, ο храмовом богослужении и др. Поэтому древние гафтарот приходится искать в тех главах пророческих книг, которые могут быть использованы для полемики по данным вопросам. Наиболее подходящей для этой цели пророческой книгой является книга Иезекииля. И в самом деле, две первоначальных гафтарот, назначенные для специальных суббот, взяты из этой книги: Иез. 36:16 — для субботы שבת פרה‎ и 45:16 — для субботы שבת החודש‎. В состав последней гафтары входят стихи (45:18—20), которые находятся в противоречии с Торой и без традиционного толкования фарисеев, отвергаемого саддукеями, могли бы послужить поводом к изъятию книги из канона (ср. Менахот 45 а).
В Палестине соответственно трёхлетнему циклу чтения Торы и чтение Пророков завершалось в три года, так что число отрывков соответствовало числу недель в течение трёх лет. В Бодлеaне хранится рукопись с неполным перечнем этих отрывков; рукопись найдена в одной каирской синагоге, вероятно, принадлежавшей палестинским евреям, которые и в XII веке придерживались трёхлетнего цикла.
Гафтарот нередко состояли всего из двух или трёх стихов, как и в древности, и после чтения их на еврейском языке, тут же переводились на арамейский, фраза за фразой, официальным переводчиком (Меггила IV, 4). Некоторые фразы, не адаптированные к уровню народного понимания, оставлялись без перевода. Иногда за чтением Пророков следовало поучение (ср. Лк. 4:17 и сл. и Песикта), темой которому служила прочитанная глава Торы. С течением времени гафтара увеличилась в объёме (Меггила 31 а), в особенности, когда стали руководствоваться принципом, что не следует ни начинать, ни заканчивать гафтару повествованием ο бедствиях (Меггила III, 8), вследствие чего, преимущественно к концу гафтары, были прибавлены стихи, которые не имеют ничего общего со значением дня или с содержанием читаемой главы Торы. Следуя этому принципу, Тосефта (Мегила IV, 18) разрешает пропускать не подходящие для этого стихи и переходить к другому отрывку той же книги, а в Малых пророках — даже к другой книге. В Вавилонии трёхлетний цикл был заменён годичным, и прежние три главы Торы образовали одну «сидру», и в качестве гафтары остался тот отрывок, который первоначально относился к первой главе, а не ко второй и третьей. Караимы же почти всегда отдают предпочтение гафтарот к средней главе. Кроме отмеченных уже специальных гафтарот на четыре субботы перед Пасхой, существуют также специальные гафтарот на субботу, совпадающую с новомесячием (последняя глава Исаии), на субботу накануне новомесячия (1Цар. 20:18—42), на великую субботу (Малах., 3, 4—24; сефарды читают эту гафтару только в случае совпадения кануна Пасхи с субботою), на полупраздничные субботы (שבת חול המועד‎) и на ханукковые субботы. Во всех этих случаях, вместо гафтары, соответствующей прочитанной в данную субботу очередной главе Торы, читается специальная гафтара. На три субботы, предшествующие посту Девятого ава, и три субботы, следующие за этим постом, гафтарот не находятся ни в какой связи с содержанием тех глав Торы, за которыми они следуют. Установление этих шести (затем — десяти) гафтарот, несомненно, продукт позднейшего времени. Славословия перед и после чтения гафтары, ο которых шла речь выше, были помещены впервые в палестинском трактате Софрим (XIII, 9—14) и, с изменениями, в сидуре Амрама (900). В некоторых общинах (преимущественно в России) гафтару, как и Тору, читает из свитка один и тот же чтец, мафтир же ограничивается чтением благословений. В реформированных общинах гафтару читает раввин на отечественном (родном для присутствующих) языке.
Как гафтара, так и 2 предшествующие eй благословения, читаются согласно акцентам особою, так называемой «пророческой» мелодией (נגבז הנביאים)[неизвестный термин]. В России, кроме того, применяется к гафтарот мотив из איכה‎. Предварительные благословения всегда поются «пророческим» мотивом, который в других странах варьируется. Древность его трудно определить. Из всех вариаций «пророческий» мотив русских евреев является более полным и стройным, и содержит в себе больше элементов древневосточной музыки. Акцентуирование и кантиллирование двух предварительных благословений гафтары относится уже к позднейшему времени. Первая имеет двойную акцентуацию, из коих одна насчитывает не более пятидесяти лет, и является сочинением анонимного автора. В старинных библейских изданиях дана первая акцентуация, в современных же — вторая.
В некоторых местах Вавилонии в талмудический период читали при минхе гафтарот из агиографов (Шаббат, 116 б). В Персии ещё в XII веке существовали определённые «предвечерние гафтарот» на целый год; по сообщению Раши (Шаббат, 24 a), обычай чтения гафтары при минхе был упразднён по требованию персидских властей.